# It's a Small World

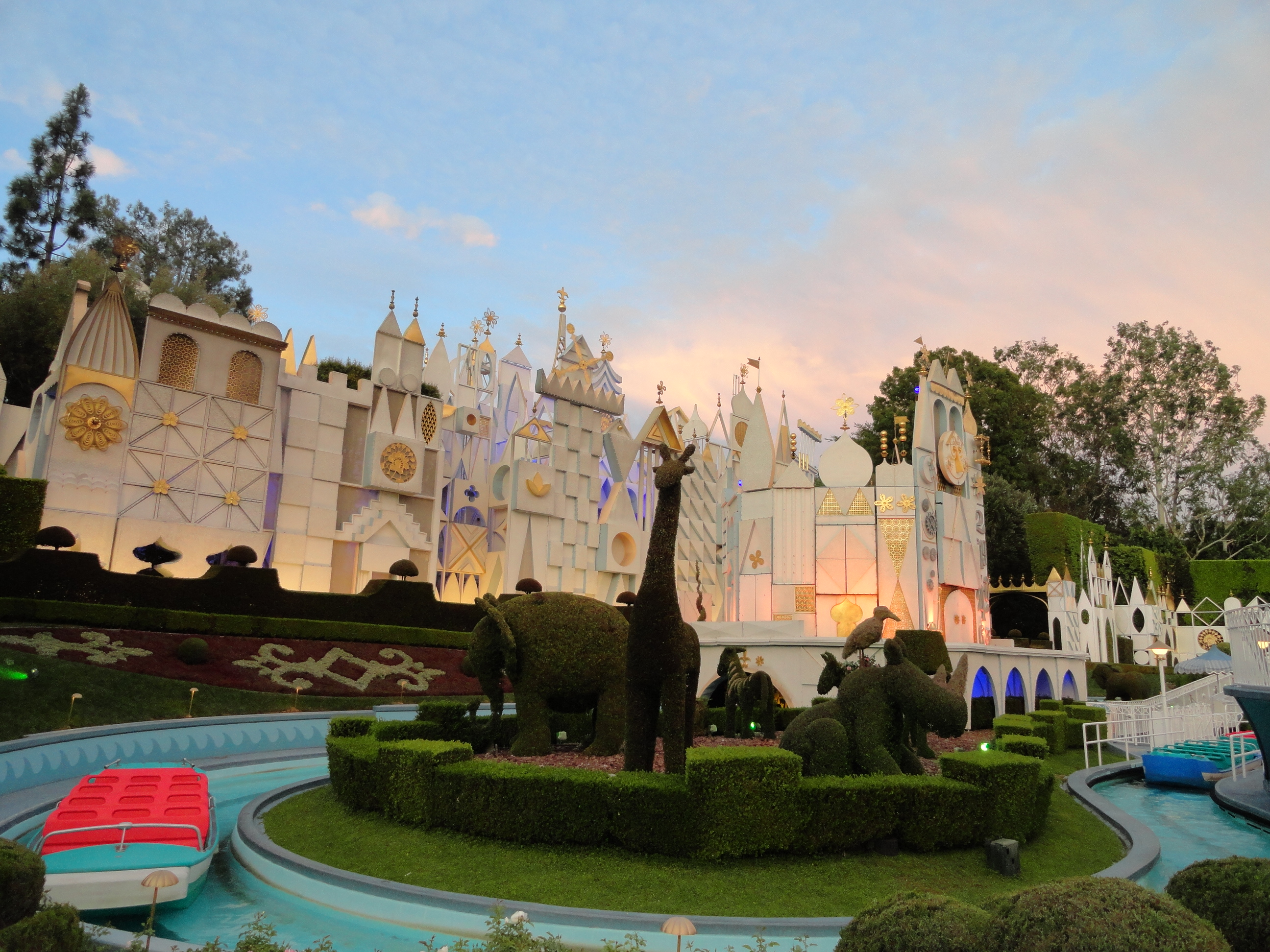
Veduta di It's a Small World a Disneyland

It's a Small World (è un mondo piccolo), anche conosciuta come It's a small world (after all) (è un mondo piccolo (dopotutto)) è un'attrazione appartenente alla tipologia delle dark ride acquatiche ideata da Walt Disney per l'esposizione universale di New York del 1964 e in seguito installata in cinque parchi a tema Disney tranne Disneyland Shanghai. Avente come tema un immaginario viaggio attraverso tutte le nazioni del mondo, l'attrazione è celebre poiché da molti ritenuta il modello sulle quali si basano tutte le dark ride moderne, ma anche per il celebre motivetto musicale omonimo che accompagna l'intera visita.

## Storia
Negli anni immediatamente precedenti al 1964 Walt Disney aveva concepito e messo in produzione alcune attrazioni da destinare all'Expo di New York, che gli servivano per sperimentare nuove tecnologie ma anche (e soprattutto) per trovare degli sponsor tanto per le attrazioni quanto per il suo primo parco a tema, aperto nel 1955. Le attrazioni erano Magic Skyway, che fu sponsorizzata dalla Ford, Great Moments with Mr. Lincoln, acquistata dallo stato dell'Illinois, The Carousel of Progress della General Electric e CircleVision 360 della Kodak.
L'azienda Pepsi, sponsor del padiglione dell'UNICEF, contattò quindi Disney per richiedergli un'attrazione che potesse rappresentare idealmente i bambini del mondo intero; una leggenda vuole che il consiglio amministrativo della Pepsi fu consigliato nella scelta dello sviluppatore da Joan Crawford, vedova del direttore generale Alfred Steele e grande amica di Walt Disney.
La commissione fu fatta molto in ritardo, considerando anche l'impegno di Walt nella realizzazione delle altre attrazioni.
Walt Disney sviluppò l'attrazione col titolo provvisorio Children of the World (Bambini del Mondo), e coinvolse Mary Blair, illustratrice che aveva già lavorato con lui per Cenerentola e Alice nel Paese delle Meraviglie, perché si occupasse del design dei personaggi e delle scenografie.
La realizzazione tecnica fu invece affidata alla WED Enterprise, che aveva già realizzato per Disney un animatrone raffigurante Abraham Lincoln; il sistema di trasporto fu invece creato dalla Arrow Development, che brevettò ben due diversi sistemi che furono poi utilizzati in molte altre attrazioni negli anni a venire. 
Tra la commissione e la fine dei lavori passarono solo undici mesi; l'intero processo di realizzazione ebbe luogo a Burbank, nei Walt Disney Studios.

### La canzone
L'idea originale di Walt Disney era che la colonna sonora dell'attrazione fossero tutti gli inni nazionali degli Stati rappresentati suonati all'unisono; tuttavia i primi test ebbero un risultato estremamente cacofonico. 
Walt allora si affidò ai Fratelli Sherman, chiedendo loro di realizzare un semplice motivetto sul quale si potesse facilmente cantare una strofetta traducibile in tutte le lingue del mondo, da mandare a ripetizione durante tutto il percorso.
Gli Sherman realizzarono quindi una canzone dal titolo It's a Small World (after all). Al primo sound test il motivetto fu presentato come un lento, molto simile a una ninna nanna, ma a Disney non piacque; i fratelli allora ne velocizzarono il ritmo e gliela riproposero.
Stavolta Walt fu così contento del risultato che non solo la applicò alla sua attrazione, ma addirittura cambiò il suo nome da Children of the World in It's a Small World.
Per esplicita richiesta dell'UNICEF il brano non fu messo sotto copyright, dunque è a oggi l'unica canzone Disney ad essere liberamente riproducibile e diffondibile. Si stima che sia uno dei brani più conosciuti e ascoltati nel mondo intero.
Nel 2024 Disney pubblica un video intitolato The last verse e contenente l'ultima, inedita, strofa del brano, scritta da Richard M. Sherman poco tempo prima di morire. A partire da luglio del 2025 la strofa viene aggiunta all'attrazione ufficiale.

### L'Expo di New York del 1964
It's a Small World aprì i battenti il 22 aprile 1964; essa si trovava nel padiglione UNICEF, esattamente di fronte alla Torre dei Quattro Venti, un'immensa scultura di ferro alta circa 40 metri e costantemente rotante su se stessa; questa struttura era stata pensata come simbolo del padiglione e punto d'incontro all'interno di esso (uno slogan recitava Vediamoci alla Torre dei Quattro Venti), e non fu poi ricostruita quando l'attrazione passò al parco.
L'attrazione si rivelò un grande successo: si stima che furono venduti ben dieci milioni di biglietti d'ingresso, il cui ricavato fu poi devoluto all'UNICEF. 
It's a Small World era decisamente diversa non solo dalle altre attrazioni presenti all'Expo, ma in generale da qualsiasi altra attrazione della stessa tipologia vista fino ad allora; al di là della tematizzazione e della realizzazione tecnica, sicuramente straordinarie per l'epoca, ci furono piccoli accorgimenti che fecero scuola anche per tutte le attrazioni della tipologia a venire.
In primis, il sistema di trasporto innovativo faceva sì che non si dovesse attendere ogni volta lo stop completo del convoglio alla fine del giro per permettere ai visitatori precedenti di scendere e a quelli nuovi di salire: i veicoli viaggiavano in continuazione, e l'area di sbarco e imbarco erano in posizioni differenti. Questo permetteva una portata oraria decisamente più ampia, e diede ai visitatori dell'expo la sensazione che, a differenza delle altre attrazioni dove bisognava fare code anche molto lunghe per salire, in It's a Small World ci fosse sempre posto.
Un'altra trovata fondamentale fu l'inserimento di un gift shop al termine del giro, dove il visitatore avrebbe potuto acquistare un souvenir dell'attrazione: curiosamente, quando fu costruita nei parchi Disneyland It's a Small World non godette di un gift shop fino agli anni '90, ma l'esperienza dell'Expo fece scuola e da allora si implementò quasi sempre un negozietto al termine di una dark ride.
Al termine dell'Expo di New York l'attrazione fu inviata a Disneyland, dove fu ricostruita con opportune modifiche e aperta al pubblico il 28 maggio 1966.
Successivamente fu aperta anche a Magic Kingdom, Tokyo Disneyland, Disneyland Paris e Hong Kong Disneyland.

## L'attrazione
It's a Small World appartiene alla tipologia delle dark ride acquatiche; il visitatore compie un percorso a bordo di barche dalla capienza di sedici posti ripartiti in quattro file da quattro, che galleggiano su un piccolo corso d'acqua che scorre in forma più o meno circolare all'interno di un capannone.
Le barche percorrono una serie di enormi stanze entro le quali sono costruiti diorami e scenografie rappresentanti le varie parti del mondo; in esse trovano posto più di trecento animatroni che cantano e ballano al suono della canzone It's a Small World (after all). Tutti gli animatroni rappresentano bambini e bambine vestiti con gli abiti tipici dei vari paesi del mondo; importante da notare è che, indipendentemente dal sesso e dalla nazionalità dei bambini, tutti gli animatroni abbiano lo stesso volto per precisa disposizione di Walt Disney, che voleva rappresentare l'uguaglianza al di là dei confini geografici e culturali.
Sussistono alcune differenze nell'ordine in cui i paesi vengono presentati e nella loro realizzazione a seconda delle versioni; in tal senso la più peculiare è quella di Hong Kong, dove non esistono le varie stanze, ma il fiume scorre intorno a un'enorme struttura centrale che i visitatori vedranno da diverse angolazioni.
Il giro completo dura dai 12 ai 15 minuti, a seconda delle versioni.
L'attrazione è perfettamente riconoscibile anche per la sua stravagante facciata esteriore, che presenta un orologio in perpetuo movimento e dei giocattoli in legno formato gigante che suonano la stessa canzoncina. Alle spalle dell'orologio si sviluppa un complesso diorama che rappresenta il coloratissimo skyline di una città, nel quale sono riconoscibili famosi torri quali la Tour Eiffel e la Torre di Pisa.
Il concept della facciata è simile in tutti i parchi, con minime variazioni a seconda dei gusti artistici e culturali del paese in cui si trovano; si deve notare che il capannone è in realtà molto più ampio della facciata, ma i visitatori possono vederne solo una minima parte, mentre il retro e i lati non sono visibili, mascherati da alberi e altri accorgimenti.
La versione di Hong Kong Disneyland, aperta nel 2008, presenta una peculiarità unica rispetto a tutte le altre: agli animatroni dei bambini sono infatti stati affiancati quelli di ben 38 personaggi Disney che rappresentavano i paesi dove si svolgevano le loro storie; ad esempio si trova Alice in Inghilterra, Belle in Francia, Mulan in Cina, Pinocchio in Italia e così via. 
Successivamente questa idea fu implementata anche nella versione originale di Disneyland, e negli altri parchi.
It's a Small World continua a essere una delle attrazioni più note e visitate in tutti i parchi Disney.

## Nella cultura di massa
It's a small world è così radicata nella cultura popolare da poter vantare numerose citazioni in film, serie televisive e altri media.
- La frase It's a small world after all è diventata d'uso comune nei paesi di lingua anglofona per indicare che il mondo in realtà non sia poi così grande da visitare tutto, oppure per indicare che le differenze socioculturali non sussistono realmente. Un equivalente in italiano è tutto il mondo è paese.
- Nel 1994 la Mattel mise in produzione delle bambole ispirate all'attrazione, tuttora regolarmente vendute nei gift shop dei vari parchi.
- Nel film Il Re Leone, in una scena Zazu canta la celebre canzoncina irritando Scar.
- Nel film Il ritorno di Jafar il Genio canta la canzoncina per descrivere il suo brevissimo viaggio intorno al mondo, e si trasforma in animatroni simili a quelli dell'attrazione.
- In un episodio de I Griffin ambientato a Disney World viene mostrata It's a Tiny World, parodia dell'attrazione.
- Nell'episodio de I Simpson, La Scelta di Selma, i personaggi visitano i "Giardini Duff", dove c'è un'evidente parodia dell'attrazione con la canzoncina dedicata alla birra Duff.
- In uno dei film di Percy Jackson, Tyson canta la canzone salendo su una giostra.
- Nel film di Ant-Man Luis fischietta la canzone.
- Nel videogioco Kingdom Hearts Birth by Sleep è possibile selezionare il motivetto nel minigioco Gelato Ritmato.
- Nel videogioco Super ZZT la musica viene suonata nel primo livello quando il protagonista si lascia trasportare da un fiume che lo riporta al punto di partenza